# دهلی نو
دهلی نو (به انگلیسی:New Delhi به هندی: नई दिल्ली، به پنجابی: ਨਵੀਂ ਦਿੱਲੀ، به اردو: نئی دلی) پایتخت کشور هند و بخشی از منطقه پایتخت ملی دهلی (NCT) است. دهلی نو مقر هر سه قوهٔ دولت هند است که میزبان راشتراپاتی باوان، ساختمان مجلس هند و دیوان عالی هند است. دهلی نو یک شهرداری در NCT است که توسط NDMC اداره می‌شود، که عمدتاً دهلی لاتی‌ینز و چند منطقه مجاور را پوشش می‌دهد. منطقه شهرداری بخشی از یک منطقه اداری بزرگتر، بخش دهلی نو است.
اگرچه در زبان محاوره‌ای دهلی و دهلی نو به جای یکدیگر برای اشاره به بخش پایتخت دهلی استفاده می‌شود، این‌ها دو موجودیت متمایز هستند، که هم شهرداری و هم ناحیه دهلی نو بخش نسبتاً کوچکی از کلان شهر دهلی را تشکیل می‌دهند. منطقه پایتخت دهلی یک نهاد بسیار بزرگ‌تر است که کل دهلی را به همراه مناطق مجاور در ایالت‌های همسایه آن، از جمله قاضی‌آباد، نویدا، گورگان و فریدآباد تشکیل می‌دهد. بر مبنای آخرین داده های جغرافیایی کلانشهر دهلی نو حدوداً ۴۷ کیلومتر درازا دارد.

سنگ بنای دهلی نو توسط جورج پنجم در دربار دهلی در سال ۱۹۱۱ گذاشته شد. این بنا توسط معماران بریتانیایی ادوین لاتی‌ینز و هربرت بیکر طراحی شده‌است. پایتخت جدید در ۱۳ فوریه ۱۹۳۱ توسط نایب‌السلطنه و فرماندار کل هند، ایروین افتتاح شد.

## تاریخچه

### استقرار
تا دسامبر ۱۹۱۱ کلکته پایتخت هند در دوران حکومت بریتانیا بود. با این حال، از اواخر قرن نوزدهم، که به تجزیه بنگال توسط نایب‌السلطنه هند لرد کرزن انجامید، به مرکز جنبش‌های ملی تبدیل شد. این امر سبب خیزش سیاسی و مذهبی گسترده‌ای از جمله ترور سیاسی مقامات انگلیسی در کلکته شد. احساسات ضد استعماری در بین مردم منجر به تحریم کامل کالاهای بریتانیا شد که دولت استعماری را مجبور کرد که بنگال را دوباره متحد کند و پایتخت را بلافاصله به دهلی نو منتقل کند.
دهلی قدیم به عنوان مرکز سیاسی و مالی چندین امپراتوری هند باستان و سلطان‌نشین دهلی، به ویژه امپراتوری گورکانی از سال ۱۶۴۹ تا ۱۸۵۷ بوده‌است. در اوایل دهه ۱۹۰۰، پیشنهادی به دولت بریتانیا مبنی بر انتقال پایتخت امپراتوری هند بریتانیا، که به‌صورت رسمی هند نامیده می‌شد، از کلکته در ساحل شرقی به دهلی ارائه شد. دولت هند بریتانیا احساس می‌کرد که اداره هند از دهلی، که در مرکز شمال هند است، از نظر لجستیکی آسان‌تر خواهد بود. زمین برای ساخت شهر جدید دهلی بر اساس قانون تملک زمین در سال ۱۸۹۴ به دست آمد.
در دربار دهلی در ۱۲ دسامبر ۱۹۱۱، جورج پنجم، امپراتور هند، هنگام گذاشتن سنگ بنای اقامتگاه نایب‌السلطنه در مراسم تاجگذاری، کمپ کینگزوی، اعلام کرد که پایتخت راج از کلکته به دهلی منتقل خواهد شد. سه روز بعد، جورج پنجم و همسرش، ماری تک، سنگ بنای دهلی نو را در کمپ کینگزوی گذاشتند. بخش‌های بزرگی از دهلی نو توسط ادوین لاتی‌ینز، که برای اولین بار در سال ۱۹۱۲ از دهلی بازدید کرده بود و هربرت بیکر، دو معمار برجسته بریتانیایی، طراحی شد. قرارداد ساخت آن به سوبها سینگ داده شد. طرح اولیه بنای آن در تغلق آباد، در داخل قلعه تغلق آباد قرار داشت، اما به دلیل این‌که خط‌آهن دهلی-کلکته از قلعه می‌گذشت، از این کار صرفنظر شد. ساخت و ساز آن پس از جنگ جهانی اول آغاز شد و تا سال ۱۹۳۱ به پایان رسید. باغبانی و طرح فضای سبز آن توسط AEP Griessen و بعداً William Mustoe مدیریت شد. شهری که بعدها " دهلی لاتی‌ینز " نام گرفت، در مراسمی که در ۱۰ فوریه ۱۹۳۱ توسط نایب‌السلطنه لرد ایروین، افتتاح شد. لاتی‌ینز منطقه اداری مرکزی شهر را به عنوان نشانی از امپریالیسم بریتانیا طراحی کرد.

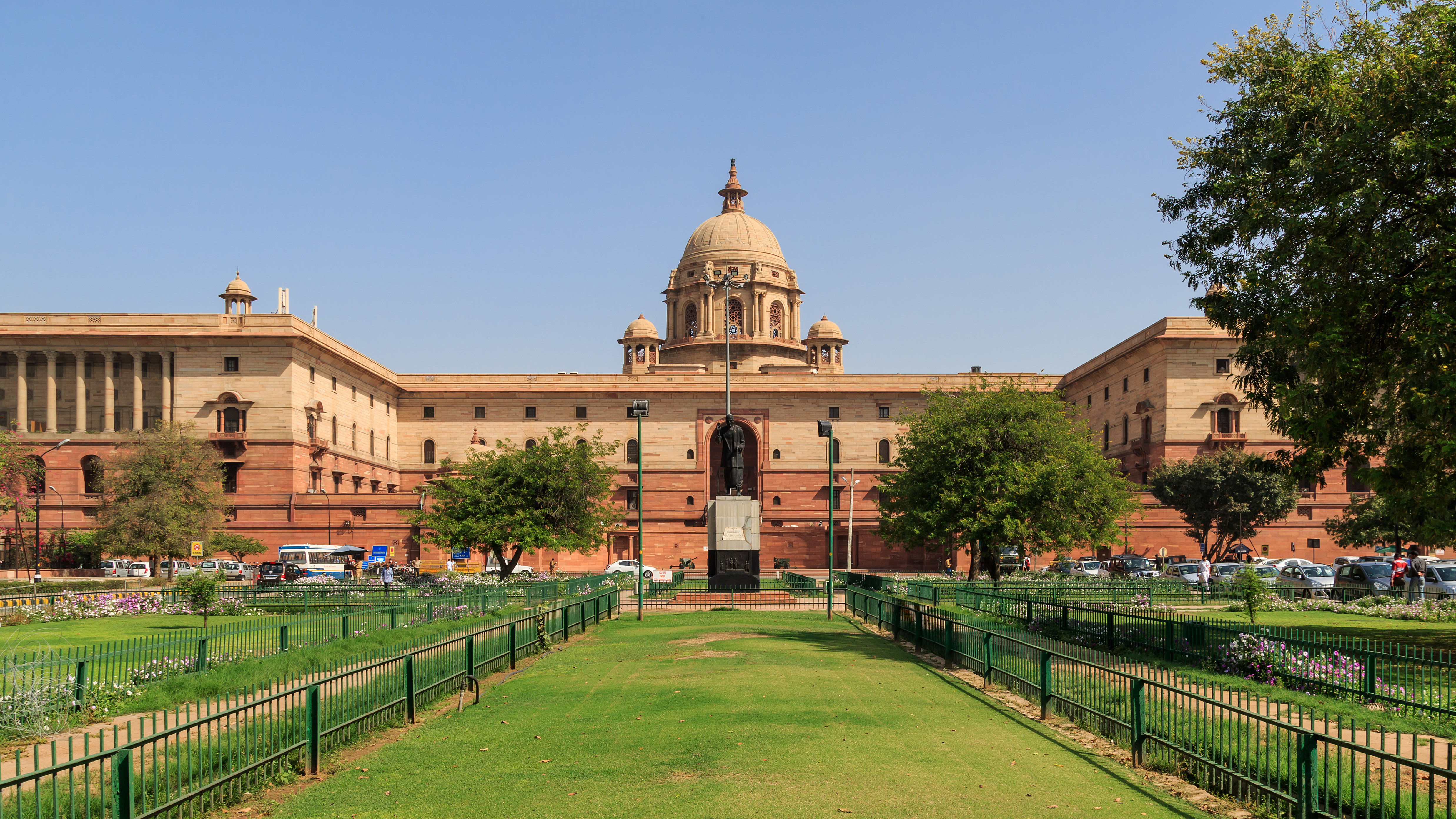
ساختمان دبیرخانه دارای وزارتخانه‌های دفاع، دارایی، داخلی و امور خارجه است. همچنین دفتر نخست‌وزیری را در خود جای داده‌است.

به زودی لاتی‌ینز شروع به بررسی مکان‌های دیگر کرد. در واقع، کمیته برنامه‌ریزی شهر دهلی، که برای طراحی پایتخت جدید امپراتوری، از جورج سوینتون به عنوان رئیس، و جان آ. برودی و لاتی‌ینز به عنوان اعضای آن تشکیل شده بود، برنامه‌هایی را برای مناطق شمالی و جنوبی ارائه کرد. با این حال، این طرح به این خاطر که بسیار پرهزینه بود، توسط نایب‌السلطنه رد شد. محور مرکزی دهلی‌نو، که امروز به سمت شرق دروازه هند قرار دارد، قبلاً یک محور شمالی‌جنوبی بود که اقامت‌گاه نایب‌السلطنه را از یک طرف به پاهارگنج در سمت دیگر آن متصل می‌کرد. در نهایت، به دلیل محدودیت فضا در ضلع شمالی، در محوطه جنوبی مستقر شد. مکانی در بالای تپه رای‌سینا، که قبلاً روستای رای‌سینا بود، برای راش‌تراپاتی باوان انتخاب شد که در آن زمان به عنوان اقامت‌گاه نایب‌السلطنه شناخته می‌شد. دلیل این انتخاب این بود که تپه دقیقاً روبه‌روی ارگ دیناپناه قرار داشت که محل ایندراپراستا، منطقه باستانی دهلی نیز محسوب می‌شد. متعاقباً، سنگ بنا از محل دربار دهلی ۱۹۱۱–۱۹۱۲، جایی که بنای تاجگذاری قرار داشت، منتقل شد و در دیوارهای محوطه دبیرخانه تعبیه شد. راجپات، که به عنوان راه پادشاه نیز شناخته می‌شود، از دروازه هند تا راش‌تراپاتی باوان امتداد داشت. ساختمان دبیرخانه، که دو بلوک آن در کنار راش‌تراپاتی باوان است و وزارتخانه‌های دولت هند را در خود جای داده‌است، و مجلس هند، که هر دو توسط Baker طراحی شده‌اند، در سان‌سادمرگ و به موازات راجپات قرار دارند.
در جنوب، زمینی تا مقبره صفدر جنگ به دست آمد تا جایی که امروزه به عنوان منطقه ییلاقی لاتی‌ینز شناخته می‌شود، ایجاد شود. قبل از شروع ساخت و ساز بر روی خط راس صخره‌ای تپه رای‌سینا، یک خط‌آهن دایره‌ای در اطراف مجلس شورای (کانون مجلس هند کنونی)، به نام خط‌آهن امپراتوری‌دهلی، برای حمل مصالح ساختمانی و کارگران برای بیست سال آینده ساخته شد. آخرین مانع، خط‌آهن آگره - دهلی بود که درست از سایتی که برای یادبود شش ضلعی جنگ تمام هند (دروازه هند) و کینگزوی (راجپات) در نظر گرفته شده بود، عبور می‌کرد، که مشکل ساز بود زیرا ایستگاه خط‌آهن دهلی قدیم به کل شهر خدمت می‌کرد. در آن زمان این خط به سمت رودخانه جمنا منتقل شد و در سال ۱۹۲۴ شروع به کار کرد. ایستگاه راه‌آهن دهلی نو در سال ۱۹۲۶ با یک سکوی واحد در دروازه اجمری در نزدیکی پاهارگنج افتتاح شد و به موقع برای افتتاح شهر در سال ۱۹۳۱ تکمیل شد. با پایان یافتن ساخت خانه نایب‌السلطنه (راش‌تراپاتی باوان فعلی)، دبیرخانه مرکزی، ساختمان مجلس هند و یادبود جنگ سراسر هند (دروازه هند)، ساخت یک منطقه خرید و یک میدان جدید به نام Connaught Place در سال ۱۹۲۹ آغاز شد. و تا سال ۱۹۳۳ تکمیل شد. این بنا که به نام شاهزاده آرتور، اولین دوک کانوت (۱۸۵۰–۱۹۴۲) نام‌گذاری شده‌است، توسط رابرت تور راسل، معمار ارشد بخش کارهای عمومی (PWD) طراحی شده‌است.
پس از انتقال پایتخت هند به دهلی، یک ساختمان دبیرخانه موقت در چند ماه در سال ۱۹۱۲ در بخش شمالی دهلی ساخته شد. بیشتر دفاتر دولتی پایتخت جدید از «دبیرخانه قدیمی» در دهلی قدیم (این ساختمان اکنون محل مجلس قانونگذاری دهلی است)، یک دهه قبل از افتتاح پایتخت جدید در سال ۱۹۳۱، به اینجا نقل مکان کردند. بسیاری از کارمندان از مناطق دوردست هند، از جمله ریاست جمهوری بنگال و ریاست مدرس، به پایتخت جدید آورده شدند. متعاقباً، مسکن برای آنها در اطراف منطقه بازار گل در دهه ۱۹۲۰ توسعه یافت. ساخته شده در دهه ۱۹۴۰، برای اسکان کارکنان دولت، با خانه‌های ییلاقی برای مقامات ارشد در منطقه نزدیک Lodhi Estate، مستعمره Lodhi در نزدیکی باغ‌های تاریخی Lodhi، آخرین مناطق مسکونی ساخته شده توسط راج بریتانیا بود.

### بعد از استقلال

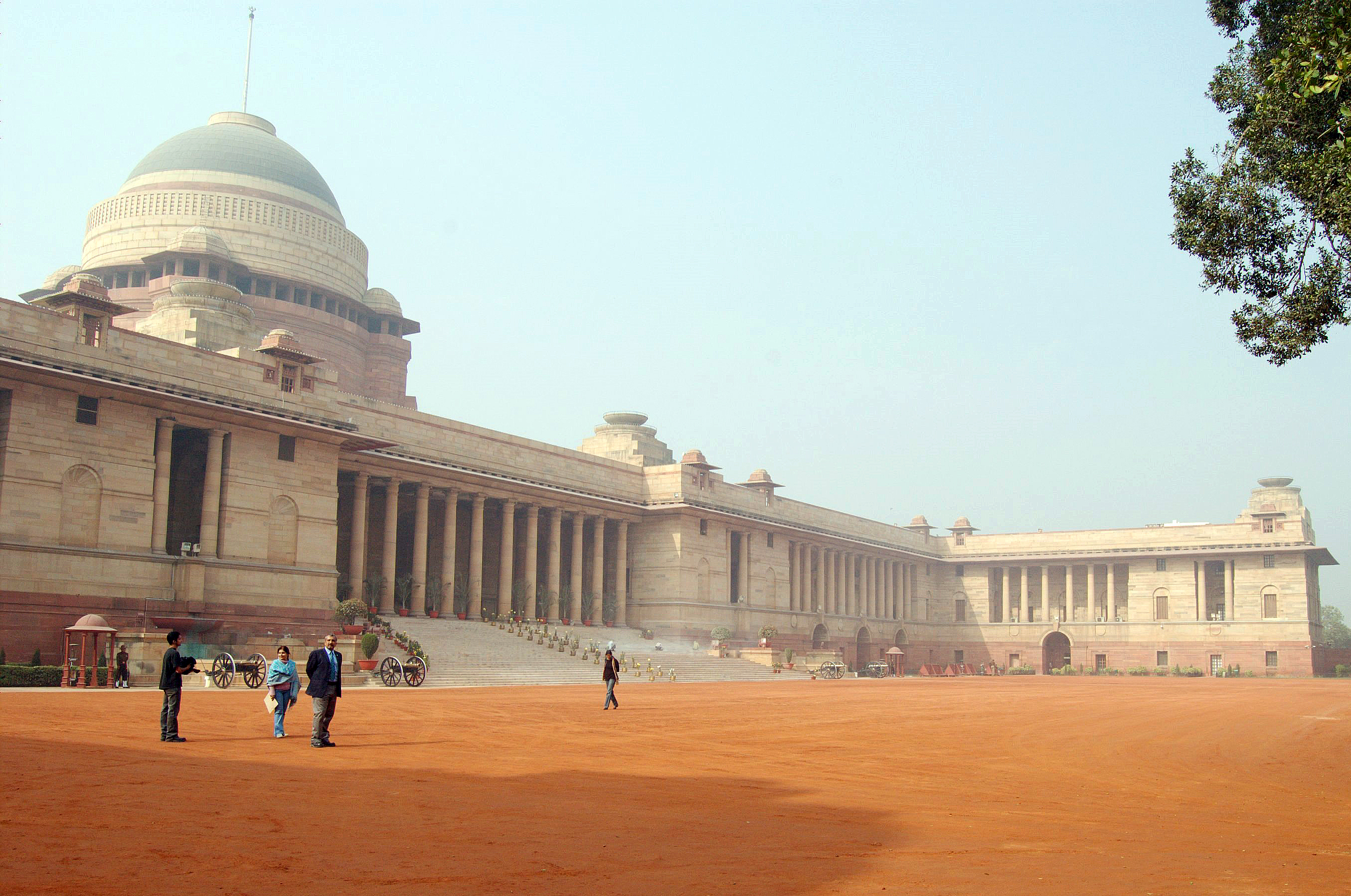
راش‌تراپاتی باوان، اقامت‌گاه رئیس‌جمهور هند

پس از استقلال هند در سال ۱۹۴۷، خودمختاری محدود به دهلی‌نو اعطا شد و توسط یک کمیسر ارشد منصوب شده توسط دولت هند اداره می‌شد. در سال ۱۹۶۶، دهلی به یک قلمرو اتحادیه تبدیل شد و در نهایت معاون فرماندار جایگزین کمیسر ارشد شد. شصت و نهمین متمم قانون اساسی سال ۱۹۹۱، قلمرو اتحادیه دهلی را رسماً به عنوان منطقه پایتخت ملی دهلی اعلام کرد. سیستمی معرفی شد که بر اساس آن به دولت منتخب اختیارات گسترده‌ای داده شد، به جدای از قانون که در اختیار دولت مرکزی بود. اجرای واقعی این قانون در سال ۱۹۹۳ انجام شد.
اولین توسعه بزرگ دهلی‌نو در خارج از دهلی لاتی‌ینز در دهه ۱۹۵۰ زمانی که اداره مرکزی منافع عمومی (CPWD) زمین وسیعی را در جنوب غربی دهلی لاتی‌ینز توسعه داد تا منطقه دیپلماتیک چاناکی‌پوری را ایجاد کند، در آن‌جا زمینی برای احداث سفارت‌خانه‌ها اختصاص داده شد، اعیان، کمیسیون‌های عالی و اقامت‌گاه سفیران، در اطراف، مسیر شانتی قرار گرفتند.

## جغرافیا
با مساحت کل ۴۲٫۷ کیلومتر مربع (۱۶٫۵ مایل مربع)، شهرداری دهلی نو بخش کوچکی از منطقه شهری دهلی را تشکیل می‌دهد. از آنجایی که شهر در جلگه سند و گنگ قرار دارد، تفاوت کمی در ارتفاع در سراسر شهر وجود دارد. دهلی نو و مناطق اطراف آن زمانی بخشی از رشته کوه آراوالی بودند. تنها چیزی که از آن کوه‌ها باقی مانده‌است، خط راس دهلی است که به آن ریه‌های دهلی نیز می‌گویند. در حالی که دهلی نو در دشت‌های سیلابی رودخانه جمنا، قرار دارد اما اساساً یک شهر محصور در خشکی است. شرق رودخانه ناحیه شهری شاه‌دره است.

### زلزله‌شناسی
دهلی نو در منطقه لرزه‌خیز-IV قرار دارد و آن را در برابر زلزله آسیب‌پذیر می‌کند. روی چندین خط گسل قرار دارد و بنابراین زلزله‌های مکرری را تجربه می‌کند که اغلب آنها با شدت کم هستند. تعداد زمین‌لرزه‌ها بین سال‌های ۲۰۱۱ و ۲۰۱۵ افزایش یافت که مهم‌ترین آن زلزله ۵٫۴ ریشتری در سال ۲۰۱۵ با مرکز آن در نپال، زلزله ۴٫۷ ریشتری در ۲۵ نوامبر ۲۰۰۷، زلزله ۴٫۲ ریشتری در ۱ سپتامبر و ۱ سپتامبر ۲۰ بود. زمین لرزه ۵٫۲ ریشتری در ۵ مارس ۲۰۱۲ و گروهی متشکل از دوازده زمین لرزه شامل چهار زمین لرزه به بزرگی ۲٫۵، ۲٫۸، ۳٫۱ و ۳٫۳ در ۱۲ نوامبر ۲۰۱۳ بود.

### اقلیم
آب و هوای دهلی نو یک آب و هوای نیمه خشک گرم (کوپن BSh) است که با آب و هوای نیمه‌گرمسیری مرطوب خشک‌زمستانی (کوپن Cwa) با تغییرات زیاد بین تابستان و زمستان از نظر دما و بارندگی هم‌مرز است. دما از ۴۶ درجه سلسیوس (۱۱۵ درجه فارنهایت) متغیر است در تابستان تا حدود ۰ درجه سلسیوس (۳۲ درجه فارنهایت) در زمستان می‌رسد. نوع آب و هوای نیمه گرمسیری مرطوب این منطقه به‌طور قابل توجهی با بسیاری از شهرهای دیگر با این طبقه‌بندی آب و هوایی متفاوت است، زیرا دارای تابستان‌های طولانی و بسیار گرم همراه با طوفان‌های شن، زمستان‌های نسبتاً خشک و معتدل با ریزگرد آتش‌سوزی جنگلی و دوره بادهای موسمی است. تابستان‌ها طولانی است و از اوایل فروردین تا مهرماه ادامه دارد و فصل باران‌های موسمی در اواسط تابستان رخ می‌دهد. زمستان از آبان شروع می‌شود و در دی‌ماه به اوج خود می‌رسد. میانگین دمای سالانه حدود ۲۵ درجه سلسیوس (۷۷ درجه فارنهایت) درجه است؛ میانگین دمای روزانه ماهانه بین ۱۴ تا ۳۴ درجه سلسیوس (۵۷ تا ۹۳ درجه فارنهایت) درجه سانتی‌گراد است. بالاترین دمای ثبت شده دهلی نو ۴۸٫۴ درجه سلسیوس (۱۱۹٫۱ درجه فارنهایت) است در ۲۶ مه ۱۹۹۸ در حالی که کمترین دمای ثبت شده −۲٫۲ درجه سلسیوس (۲۸٫۰ درجه فارنهایت) است. در ۱۱ ژانویه ۱۹۶۷، که هر دو در فرودگاه بین‌المللی ایندیرا گاندی (که قبلاً فرودگاه پالام نامیده می‌شد) ثبت شده‌اند. میانگین بارندگی سالانه ۷۱۴ میلیمتر (۲۸٫۱ اینچ) است، که بیشتر آن در زمان باران‌های موسمی در تیر و مرداد است.

### کیفیت هوا
در بررسی سالانه کیفیت زندگی مرسر در سال ۲۰۱۵، دهلی نو به دلیل کیفیت بد و آلودگی هوا در رتبه ۱۵۴ از بین ۲۳۰ شهر قرار دارد. سازمان جهانی بهداشت دهلی نو را در سال ۲۰۱۴ در میان حدود ۱۶۰۰ شهر که این سازمان در سراسر جهان ردیابی کرده‌است، به عنوان بدترین شهر آلوده جهان رتبه‌بندی کرد. در سال ۲۰۱۶، سازمان حفاظت از محیط زیست ایالات متحده آمریکا، دهلی نو را به عنوان آلوده‌ترین شهر روی زمین و آی‌کیوایر برای دومین سال متوالی در سال ۲۰۱۹، دهلی نو را به عنوان آلوده‌ترین شهر پایتخت جهان فهرست کرد.

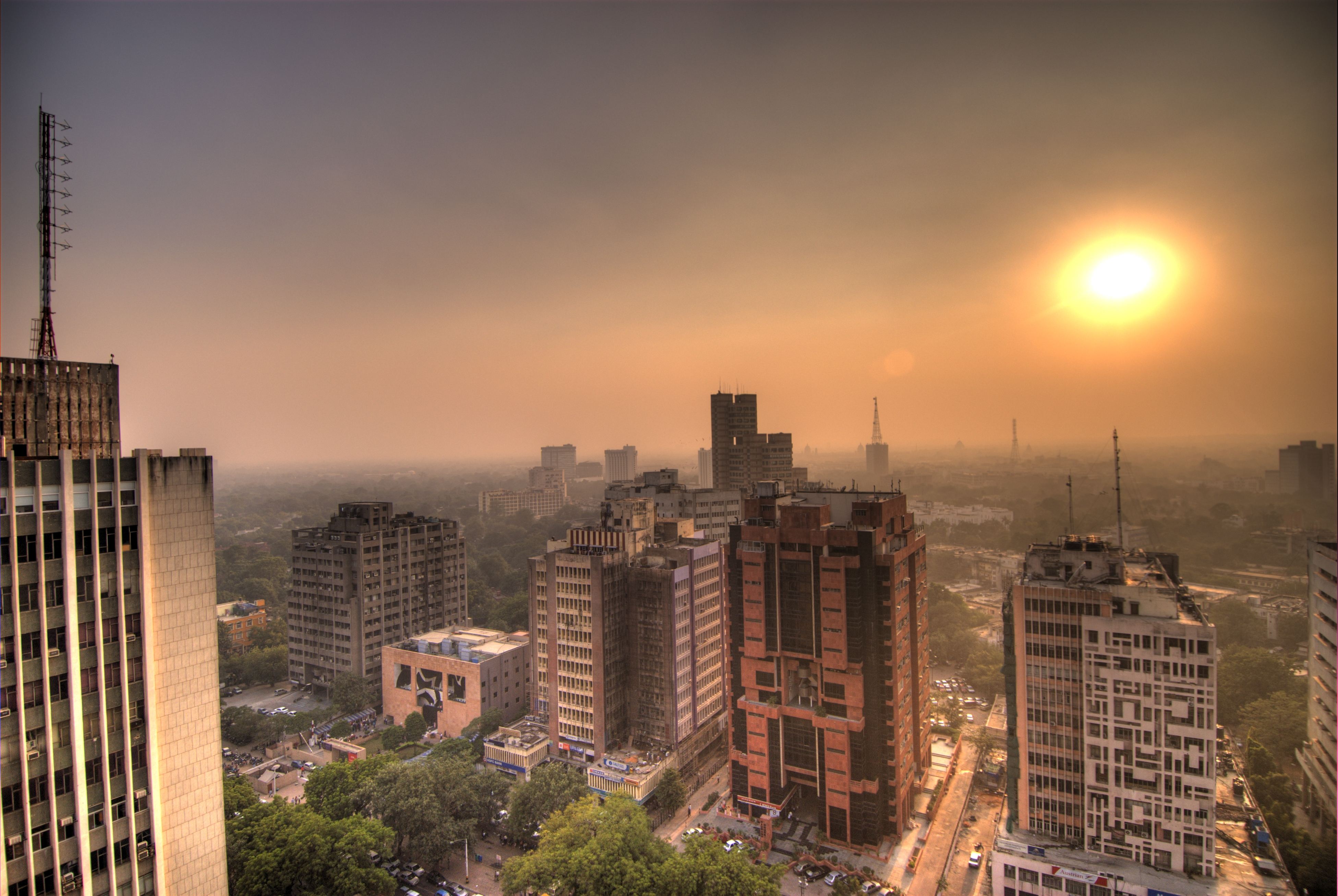
مه غلیظ در Connaught Place، دهلی نو.

در تلاش برای کاهش آلودگی هوا در دهلی نو، که در طول زمستان بدتر می‌شود، طرح زوج و فرد توسط دولت دهلی در دسامبر ۲۰۱۵ اعلام شد. علاوه بر این، کامیون‌ها تنها پس از ساعت ۱۱ اجازه ورود به پایتخت هند را داشتند بعد از ظهر، دو ساعت دیرتر از محدودیت موجود. طرح محدودیت رانندگی قرار بود به صورت آزمایشی از اول ژانویه ۲۰۱۶ برای یک دوره آزمایشی ۱۵ روزه اجرا شود. این محدودیت از ۸ صبح تا ۸ شب اجرا شد و اما برای روز یکشنبه محدودیتی نداشت. خدمات حمل و نقل عمومی در دوره محدودیت افزایش یافت.
در ۱۶ دسامبر ۲۰۱۵، دیوان عالی هند محدودیت‌های متعددی را بر سیستم حمل و نقل دهلی برای جلوگیری از آلودگی اعمال کرد. از جمله این اقدامات، دادگاه دستور توقف ثبت نام خودروهای دیزلی و خودروهای اسپرت با حجم موتور ۲۰۰۰ سی سی و بیشتر را تا ۳۱ مارس ۲۰۱۶ صادر کرد. دادگاه همچنین به تمام تاکسی‌های منطقه دهلی دستور داد تا از اول مارس ۲۰۱۶ به سی‌ان‌جی مجهز شوند. ورود وسایل نقلیه با قدمت بیش از ۱۰ سال به پایتخت ممنوع شد.
تجزیه و تحلیل داده‌های سرعت خودرو در زمان واقعی از اوبر دهلی نشان داد که در طول برنامه زوج و فرد، سرعت متوسط از نظر آماری ۵٫۴ درصد (۲٫۸ انحراف از استاندارد نرمال) افزایش یافته‌است. این به این معنی است که وسایل نقلیه زمان خلوت کمتری در ترافیک دارند و موتورهای خودرو به حداقل مصرف سوخت نزدیک‌تر می‌شوند. در مناطق مرزی، سطوح PM 2.5 بیش از 400 (ug/m3) ثبت شد، در حالی که در مناطق داخلی دهلی، به‌طور متوسط بین ۱۵۰ تا ۲۱۰ ثبت شد. با این حال، شهر دوارکا، واقع در ناحیه جنوب غربی، سطح آلودگی هوا به میزان قابل توجهی پایین است. در پردیس دانشگاه NSIT، واقع در بخش 3 Dwarka، سطح آلودگی به 93 PPM کاهش یافت.
در ۷ نوامبر ۲۰۱۷، انجمن پزشکی هند به دلیل سطح بالای آلودگی وضعیت اضطراری بهداشت عمومی اعلام کرد. بیشترین در منطقه باغ پنجابی با شاخص کیفیت هوا ۹۹۹ و در منطقه RK Puram با شاخص ۸۵۲ است. کمترین شاخص ثبت شده مربوط به منطقه آناند ویهار با شاخص ۳۱۹ است سطوح PM2.5 در ۷۱۰ ثبت شد میکروگرم بر متر مکعب، بیش از ۱۱ برابر حد مجاز سازمان جهانی بهداشت.
در مطالعه‌ای در سال ۲۰۱۸، دهلی نو آلوده‌ترین پایتخت از میان ۶۱ پایتخت در سراسر جهان بود.
در دسامبر ۲۰۱۹، مؤسسه فناوری هند بمبئی، با مشارکت دانشکده مهندسی McKelvey دانشگاه واشینگتن در سنت لوئیس، مرکز تحقیقات آئروسل و کیفیت هوا را برای مطالعه آلودگی هوا در دهلی نو، در میان سایر شهرهای هند راه اندازی کرد.
در طول قرنطینه همه‌گیر COVID-19 در هند، کیفیت آب حوضه رودخانه جمنا و گنگ بهبود یافته‌است زیرا صنایع به دلیل قرنطینه بسته شده‌اند. کیفیت هوا نیز در طول قرنطینه به میزان قابل توجهی بهبود یافته‌است.
در ۵ نوامبر ۲۰۲۰، دهلی نو سمی‌ترین روز خود را در یک سال ثبت کرد، زیرا غلظت ذرات سمی PM2.5 14 برابر حد مجاز WHO ثبت شد.

۲۰۱۵ آلودگی هوا در دهلی نو (PM2.5 AQI).

## جمعیت‌شناسی
از سال ۲۰۱۱، منطقه شورای شهرداری دهلی نو دارای ۲۴۹۹۹۸ نفر جمعیت است. زبان هندی رایج‌ترین زبان دهلی نو و زبان میانجی این شهر است. اما درجه اول انگلیسی به عنوان زبان رسمی توسط مؤسسات تجاری و دولتی استفاده می‌شود. دهلی نو طبق سرشماری سال ۲۰۱۱ دارای ۸۹٫۳۸ درصد باسوادی است که بالاترین میزان در دهلی است.

### دین
| پیروان ادیان در دهلی نو (NDMC) | پیروان ادیان در دهلی نو (NDMC) | پیروان ادیان در دهلی نو (NDMC) | پیروان ادیان در دهلی نو (NDMC) | پیروان ادیان در دهلی نو (NDMC) |
| ------------------------------ | ------------------------------ | ------------------------------ | ------------------------------ | ------------------------------ |
| ادیان                          | ادیان                          |                                | تاکنون                         | تاکنون                         |
| هندوئیسم                       | هندوئیسم                       |                                | ۸۹٫۸۲٪                         | ۸۹٫۸۲٪                         |
| مسلمان‌ها                       | مسلمان‌ها                       |                                | ۴٫۵۰٪                          | ۴٫۵۰٪                          |
| مسیحی‌ها                        | مسیحی‌ها                        |                                | ۲٫۹۳٪                          | ۲٫۹۳٪                          |
| سیک‌ها                          | سیک‌ها                          |                                | ۱٫۹۷٪                          | ۱٫۹۷٪                          |
| جین‌ها                          | جین‌ها                          |                                | ۰٫۴۲٪                          | ۰٫۴۲٪                          |
| دیگران                         | دیگران                         |                                | ۰٫۳۶٪                          | ۰٫۳۶٪                          |

بر اساس سرشماری سال ۲۰۱۱، هندوئیسم دین ۸۹٫۸ درصد از جمعیت دهلی نو است. همچنین جوامعی از مسلمان‌ها (۴٫۵٪)، مسیحی‌ها (۲٫۹٪)، سیک‌ها (۲٫۰٪)، جین‌ها (۰٫۴٪) وجود دارند. سایر گروه‌های مذهبی عبارتند از پارسی‌ها، بودایی‌ها و یهودی‌ها.

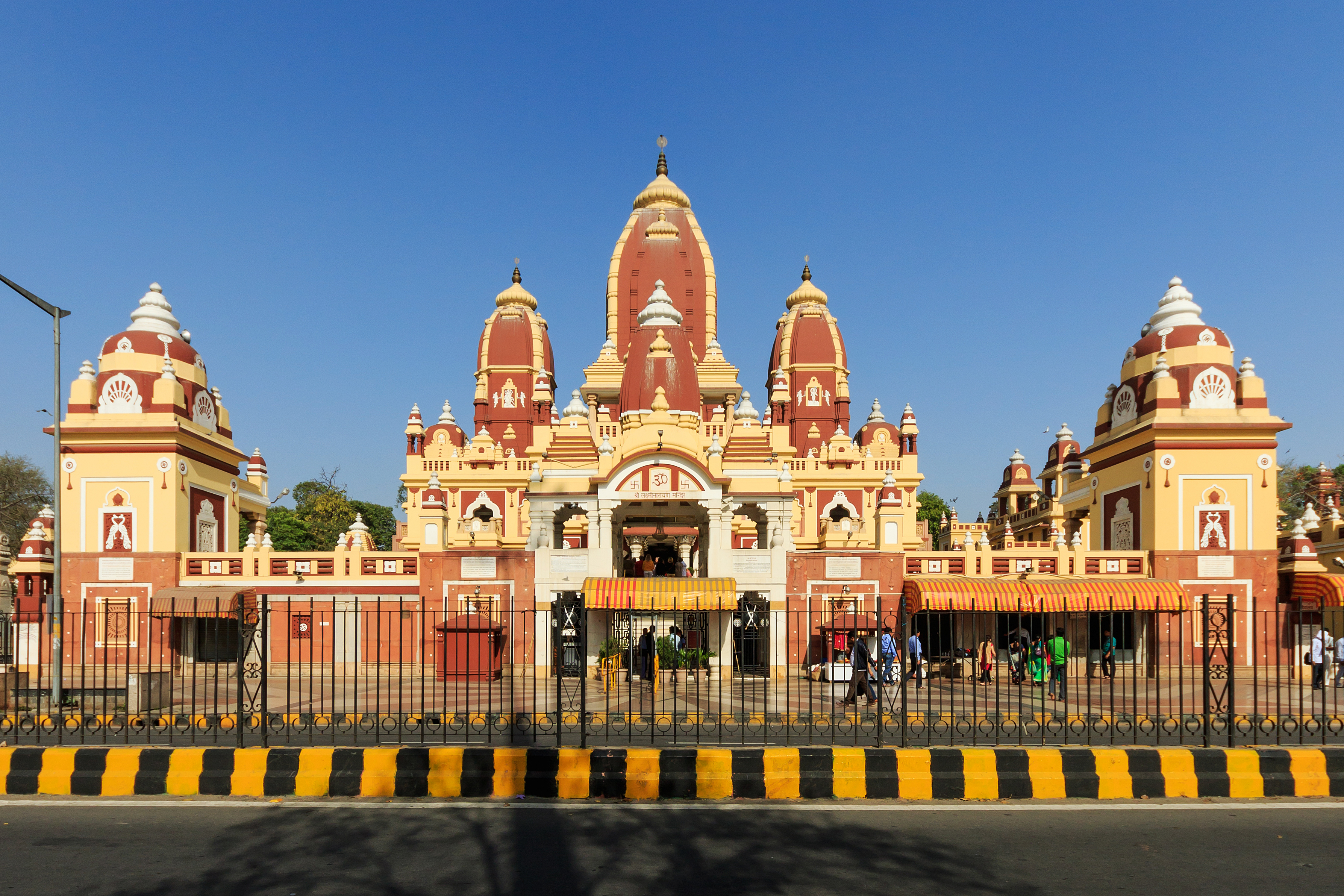
معبد لاکسمینارایان هندو ماندیر در دهلی نو.
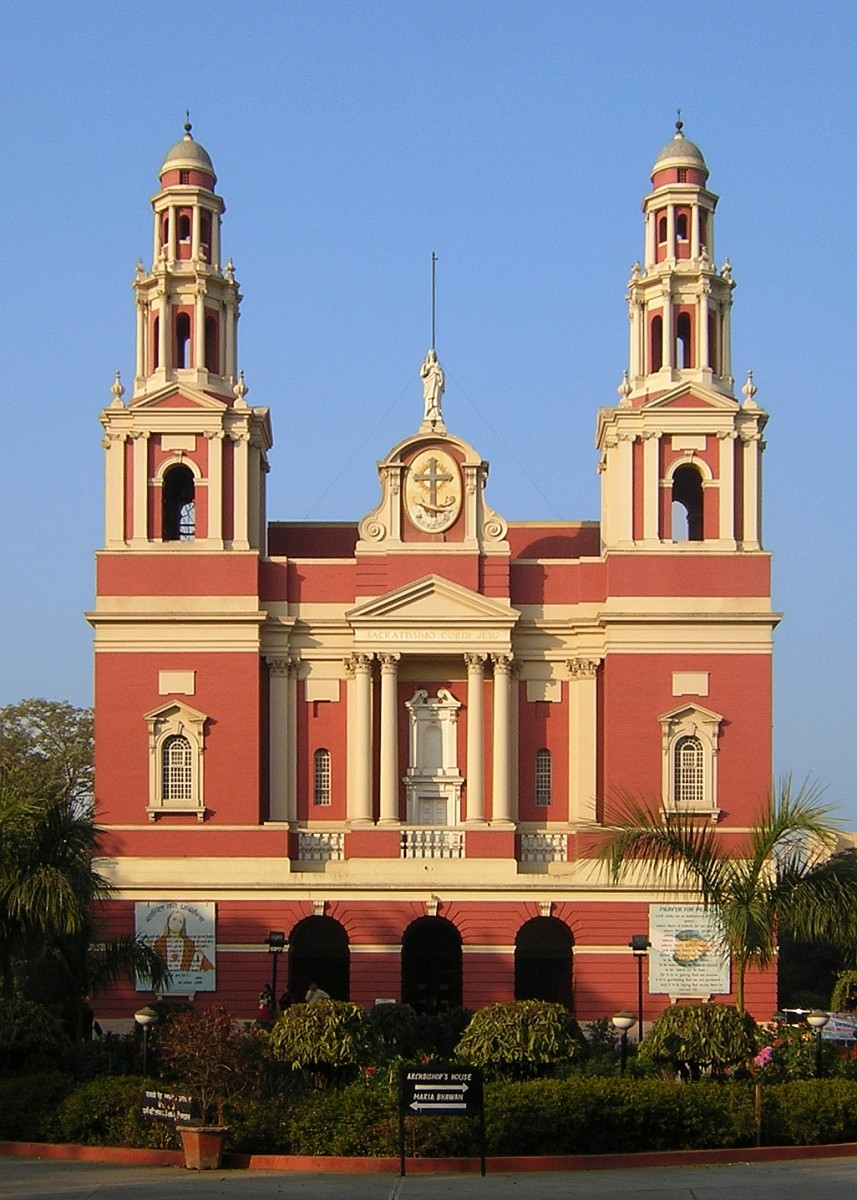
کلیسای جامع قلب مقدس یک کلیسای جامع کاتولیک رومی است که توسط معمار بریتانیایی هنری مد بر اساس معماری ایتالیایی طراحی شده‌است.
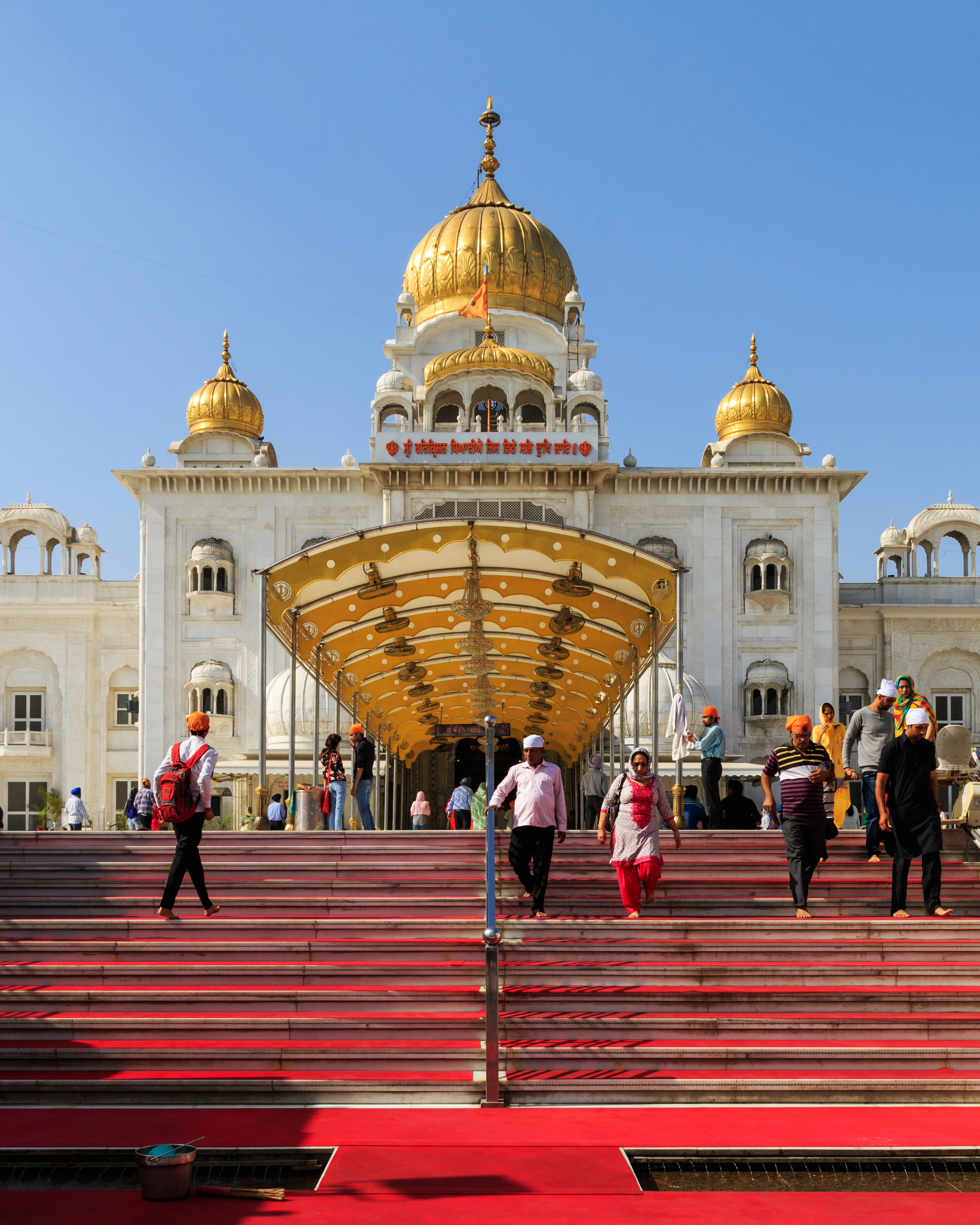
گوردوارای بنگلا سهیب یک گوردوارای سیک‌ها در دهلی نو.

## مترو
متروی دهلی در سال ۲۰۰۲ تأسیس شده و هم‌اکنون دارای ۶ خط و ۱۶۰ ایستگاه می‌باشد.
مترو دهلی یک سیستم حمل و نقل سریع است که به دهلی، فریدآباد، غازی آباد، گورگان و نویدا در منطقه پایتخت ملی هند خدمات رسانی می‌کند. متروی دهلی دوازدهمین سیستم متروی بزرگ جهان از نظر طول است. متروی دهلی اولین سیستم حمل و نقل عمومی مدرن هند بود که با ارائه یک وسیله حمل و نقل سریع، قابل اعتماد، ایمن و راحت، سفر را متحول کرد. در حال حاضر، این شبکه از 10 خط کد رنگی تشکیل شده است که به 255 ایستگاه با طول کل 348.12 کیلومتر (216.31 مایل) خدمات می‌دهد. اوتار پرادش، و فریدآباد و گورگان در هاریانا. همه ایستگاه ها دارای پله برقی، آسانسور و کاشی های لمسی هستند تا افراد کم بینا را از ورودی ایستگاه به قطار راهنمایی کنند. دارای ترکیبی از خطوط مرتفع، درجه یک و زیرزمینی است و از وسایل نورد گیج گسترده و استاندارد استفاده می‌کند. چهار نوع وسیله نورد استفاده می‌شود: گیج پهن میتسوبیشی-ROTEM، گیج بمباردیر موویا، گیج استاندارد میتسوبیشی-ROTEM و گیج استاندارد CAF Beasain. طبق یک مطالعه، متروی دهلی به حذف حدود 390000 وسیله نقلیه از خیابان های دهلی کمک کرده است.
متروی دهلی توسط شرکت ریل مترو دهلی محدود (DMRC)، یک شرکت دولتی با مشارکت برابر سهام دولت هند و دولت منطقه پایتخت ملی دهلی ساخته و اداره می‌شود. با این حال، این سازمان تحت کنترل اداری وزارت توسعه شهری، دولت هند است. علاوه بر ساخت و ساز و بهره برداری از مترو دهلی، DMRC همچنین در برنامه ریزی و اجرای پروژه های ریلی مترو، مونوریل و قطار سریع السیر در هند و ارائه خدمات مشاوره به سایر پروژه های مترو در داخل و خارج از کشور مشارکت دارد. پروژه متروی دهلی توسط Padma Vibhushan E. Sreedharan، مدیر عامل DMRC و معروف به "مرد مترو" هند، رهبری شد. او به طرز معروفی از DMRC استعفا داد و مسئولیت اخلاقی فروریختن پل مترو را بر عهده گرفت که جان پنج نفر را گرفت. Sreedharan به دلیل مشارکت در متروی دهلی توسط دولت فرانسه نشان Legion of Honor را دریافت کرد.

## نگارخانه

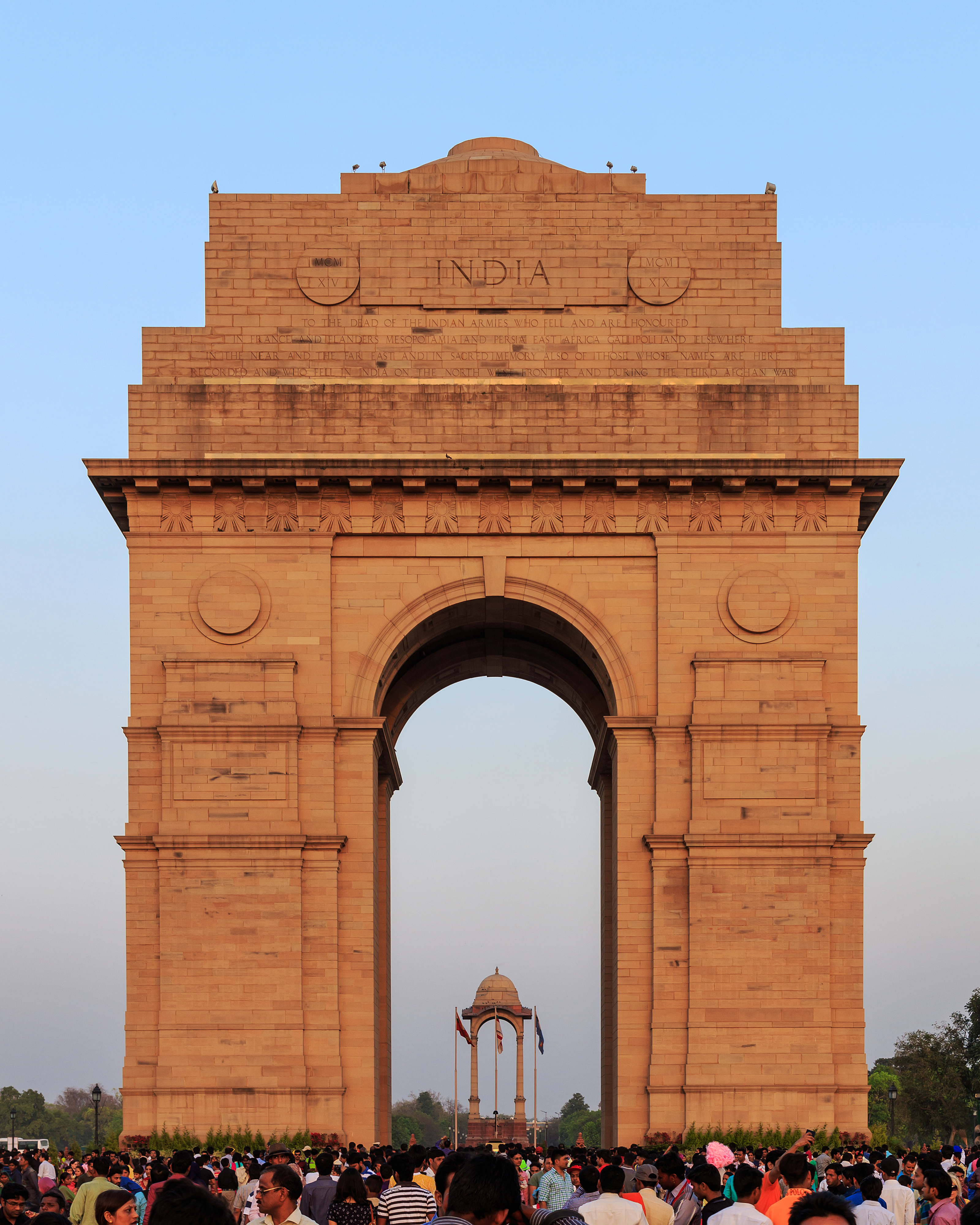
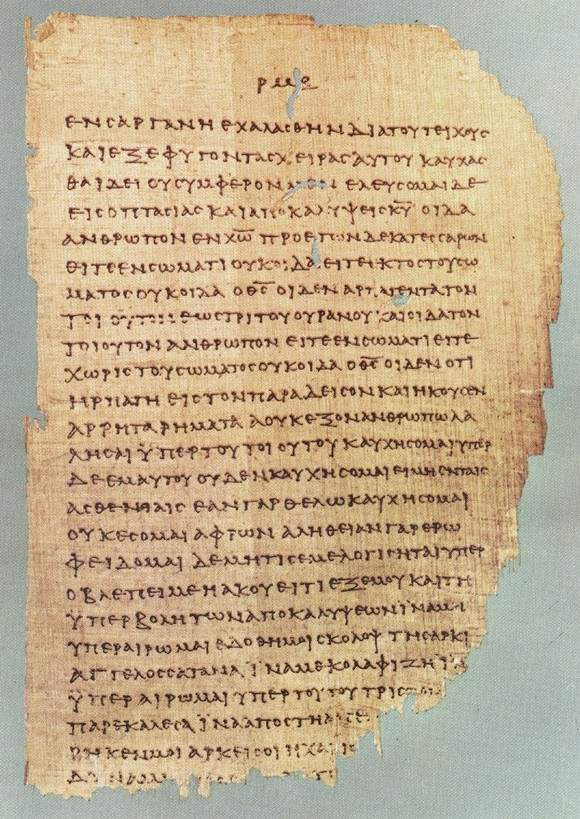